# Лайтфут, Джон (натуралист)
Джон Лайтфут (англ. John Lightfoot; 1735—1788) — английский ботаник и конхолог.

## Биография
Джон Лайтфут родился 9 декабря 1735 года в небольшом городе Ньюент в графстве Глостершир в семье фермера-йомена Стивена Лайтфута. Учился в начальной школе в Глостере, затем поступил в Пембрукский колледж Оксфордского университета. В 1766 году он получил степень магистра искусств. Затем Джон был назначен викарием деревни Колнбрук, через несколько лет переехал в Аксбридж (ныне Аксбридж включён в территорию Лондона). Через несколько лет Лайтфут стал пастором в деревне Готем в Ноттингемшире.
В 1772 году Томас Пеннант пригласил Лайтфута в своё второе путешествие по Шотландии и Гебридам, Лайтфут с радостью согласился. Образцы растений, собранные Джоном во время этого путешествия, ему помогали определять Джон Хоуп, Джон Стюарт и другие ботаники. В 1777 году вышли два тома написанной по результатам наблюдений Лайтфута Flora Scotica. Расходы на издание книги были оплачены Пеннантом. Большая часть иллюстраций к этой книге выполнены М. Гриффитсом (1743—1819), некоторые — П. Мазеллом, Г. Смитом, Робертсоном и Дж. Сауэрби. Ко второму изданию книги, вышедшем в 1789 году, прилагалась биография автора, написанная Т. Пеннантом.

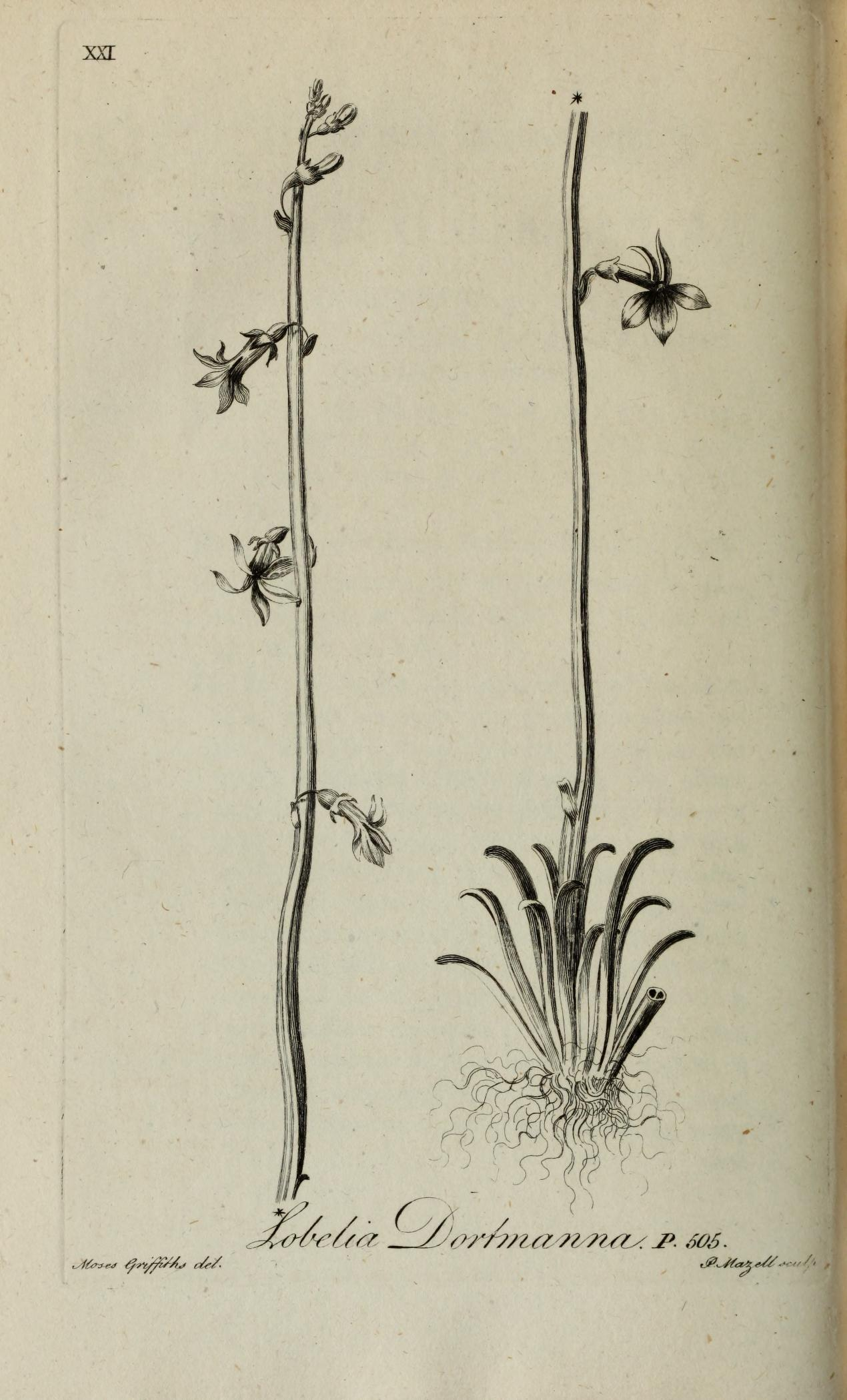
Лобелия Дортмана. Иллюстрация М. Гриффитса из книги Flora Scotica

Лайтфут был одним из членов-основателей Лондонского Линнеевского общества, однако умер незадолго до первого собрания его членов. 20 февраля 1788 года Лайтфут вышел в магазин. Он заметно заикался, с трудом дошёл до дома; затем у него произошёл инсульт. После нескольких часов в постели Джон скончался. Он оставил вдову Матильду, дочь мельника из Аксбриджа Уильяма Бертона Рейнса, и двух детей. В 1802 году Матильда вышла замуж за барристера Джона Спрингетта Харви.

## Некоторые научные работы
- Lightfoot, J. (1777). Flora Scotica. 2 vols., 1135 p., 35 pl.
- Lightfoot, J. (1786). An account of some minute British shells, either not duly observed, or totally unnoticed by authors. Philosophical Transactions of the Royal Society of London, 76(1): 160—170.

## Роды, названные в честь Дж. Лайтфута
- Lightfootia Sw., 1788 [syn.  Xylosma G.Forst., 1786, nom. cons.]
- Lightfootia L'Hér., 1789, nom. illeg. [syn.  Wahlenbergia Schrad. ex Roth, 1821, nom. cons.]
- Lightfootia Schreb., 1789, nom. illeg. [syn.  Rondeletia Plum. ex L., 1753]